# Frederik Ludvig Norden
Frederik Ludvig Norden, född den 2 oktober 1708 i Glückstadt, död den 22 september 1742 i Paris, var en dansk tecknare och kopparstickare.
Norden blev sjöofficer 1732 och företog strax därefter med understöd av Kristian VI en resa till södern, vilken utsträcktes ända till Egypten och Sudan. Vid sin hemkomst 1738 medförde han en mängd teckningar, av vilka flera utgavs i London 1741 under titeln Drawings of some ruins and colossal statues in Egypt. Hans främsta arbete är Voyage d'Égypte et de Nubie (3 volymer, 1750-55; ny upplaga 1795-98), av mera konstnärligt än vetenskapligt värde.